# 780

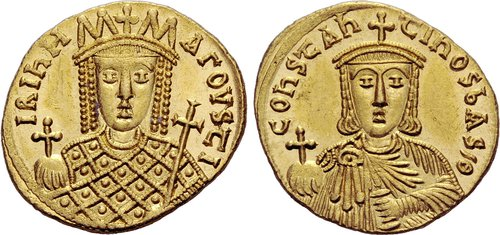
Keizerin Irene met haar zoon Constantijn VI

Het jaar 780 is het 80e jaar in de 8e eeuw volgens de christelijke jaartelling.

## Gebeurtenissen

### Byzantijnse Rijk
- 8 september - Keizer Leo IV overlijdt aan koorts na een regeerperiode van 5 jaar. Hij wordt opgevolgd door zijn 9-jarige zoon Constantijn VI met zijn moeder Irene als medekeizerin en regentes van het Byzantijnse Rijk.

### Europa
- Koning Karel de Grote vaardigt de Capitulatio de partibus Saxoniae uit, dat de Saksen met strenge straffen (waaronder de doodstraf) dreigt indien ze zich niet tot het christendom bekeren. (waarschijnlijke datum)

## Religie
- Paus Adrianus I geeft opdracht om de basiliek van Sant'Apollinare alle Terme Neroniane-Alessandrine te bouwen. (waarschijnlijke datum)
- In Tibet wordt het boeddhisme tot staatsgodsdienst uitgeroepen. (waarschijnlijke datum)

## Geboren
- Ahmad ibn Hanbal, Arabisch imam (overleden 855)
- Al-Chwarizmi, Perzisch astroloog en wiskundige (waarschijnlijke datum)
- Frederik I, bisschop van Utrecht (waarschijnlijke datum)
- Hrabanus Maurus, aartsbisschop van Mainz (waarschijnlijke datum)
- Křesomysl, hertog van Bohemen (overleden 851)
- Nominoë, Bretons edelman (waarschijnlijke datum)
- Odo I van Orléans, Frankisch edelman (waarschijnlijke datum)
- Unruoch II van Ternois, Frankisch edelman (waarschijnlijke datum)

## Overleden
- Himiltrude, echtgenote van Karel de Grote
- Khun Lo, koning van Sawa (huidige Laos)
- Kume no Wakame, Japans edelvrouw
- 8 september - Leo IV (30), keizer van het Byzantijnse Rijk
- 6 februari - Relindis, Frankisch abdis